# シンカ川
シンカ川（シンカがわ、スペイン語: Río de Cinca, スペイン語: [ˈθiŋka]; カタルーニャ語: [ˈsiŋkə], カタルーニャ語発音: [ˈsiŋka]; アラゴン語: A Cinca, IPA: [a ˈθiŋka]）は、スペイン・アラゴン州を流れる河川。
水源はピレネー山脈のピネータ圏谷であり、上流部はオルデサ・イ・モンテ・ペルディード国立公園に含まれる。シンカ川の流れは豊かな農業地域を流れる。エブロ川の主要な支流のひとつであり、ラ・グランハ・デスカルプでセグレ川に合流してすぐにエブロ川に合流する。

## 流路

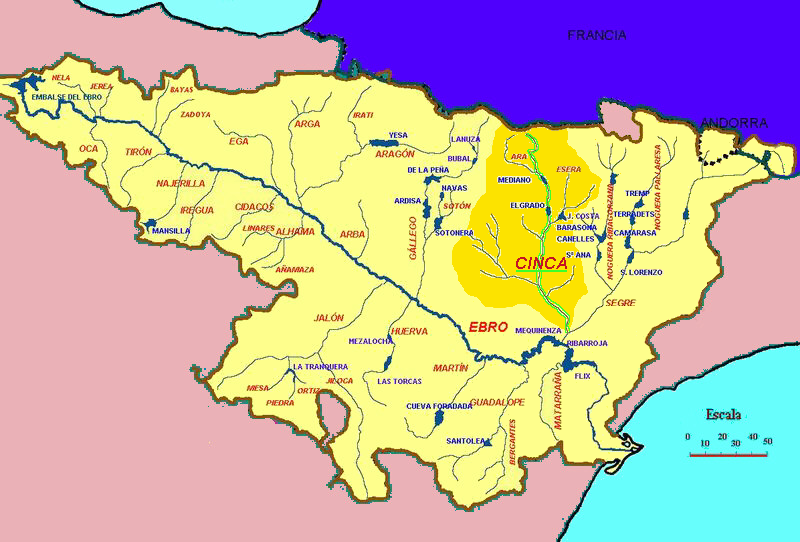
シンカ川の流路

シンカ川の水源はピレネー山脈山麓のピネータ圏谷である。モン・ペルデュ（モンテ・ペルディード）のすぐ東側に水源があり、この地域はオルデサ・イ・モンテ・ペルディード国立公園に指定されている。上流部のトレス・ソローレス山地には滝や急流が存在し、北西から南東に向かってピネータ圏谷を流れる。ビエルサで支流のバロッサ川が合流し、南に向きを変える。サリーナス・デ・シンではシンケタ川も合流し、アラゴン州道A-138号線と並行して南下する。アインサでは西側からアラ川が合流する。メディアーノ貯水池とエル・グラード貯水池を超えると、東側から最大の支流であるエセラ川が合流する。
エル・グラード・ダムで取水された水はシンカ運河としてウエスカに向かい、ガリェゴ川流域から流れてきたモネグロス運河と結ばれている。バルバストロ付近では西側からベロ川を、モンソン付近では東側からソーサ川を集める。アルカンドレ川を集めた後、ウエスカ県、サラゴサ県、リェイダ県の3県境に近いマッサルコレッチでセグレ川に合流する。セグレ川となってから5kmほどでエブロ川水系の主流であるエブロ川に合流する。

## 歴史
古代からその存在は知られていたが、古代には上流部に人類の存在は見られない。鉄器時代の古代イベリア人の民族であるイレルヘテスは、イベリア半島内陸部に入る際の足がかりとしてシンカ川の谷に集落を築いた。ガイウス・ユリウス・カエサルが内乱時に用いた名前、シンガ(Cinga)がシンカ川の名称の由来である。8世紀以降のムーア人の支配下では、「オリーブの川」を意味するAz-Zaytumに名前が替えられた。